# Arthur Scharmann
Arthur Scharmann (Darmstadt, 26 de janeiro de 1928 — Gießen, 13 de abril de 2012) foi um físico alemão.